# كاتي جاكوبس ستانتون
كاتي جاكوبس ستانتون (بالإنجليزية: Katie Jacobs Stanton)‏ هي سيدة أعمال أمريكية، ولدت في 17 أكتوبر 1970.